# Aarding

Het gebruikelijke symbool voor aarde

Aarding is het geleidend ("galvanisch") verbinden van een object met aarde. De aarde kan als een geleider van praktisch verwaarloosbare elektrische weerstand worden gezien. Het resultaat van aarding is dat het geaarde object daardoor een spanning krijgt van nul volt. Dit wordt de elektrische aarde genoemd.

## Algemeen
Voor een goed begrip van aarding dient men te begrijpen wat in de elektriciteitsleer onder "elektrische" aarde wordt verstaan. In eerste instantie dus het geleidend ("galvanisch") verbinden met de "planeet" aarde. De planeet aarde is theoretisch wel te beschouwen als een verwaarloosbare elektrische weerstand, maar in de praktijk dient dat genuanceerd te worden. De zeer lage weerstand ontstaat door de enorme grote doorsnede van de aarde. Echter ter plaatse van de verbinding kan de geleidbaarheid van de grond laag zijn bij bijvoorbeeld droog zand. In dat geval zal men een langere en diepergaande aardelektrode nodig hebben. Er is een meting nodig om de waarde van de plaatselijke elektrische weerstand te meten, om te garanderen dat de elektrische weerstand te plaatse niet te hoog zal zijn. Wanneer grondwater wordt bereikt is dit probleem over, vanwege de hoge geleidbaarheid van grondwater.
Daarnaast dient men het doel van de aarding voor ogen te hebben; gaat het om:
1. het voorkomen van statische elektriciteit
2. het afvoeren van de bliksem(stromen)
3. potentiaal vereffening van een geleidende behuizing

### Voorkomen van statische elektriciteit
Voor het voorkomen van statische elektriciteit dient bijvoorbeeld de mens geaard te zijn. Dit is onder andere noodzakelijk bij het verwisselen van spanningsgevoelige geheugenchips bij computers of het solderen van bepaalde elektronische componenten. Meestal is men er zich niet van bewust dat het menselijk lichaam zeer hoge spanningen kan hebben in droge (isolerende) lucht op een isolerende ondergrond. Men kan zich opladen door te schuifelen over de grond. Die statische elektriciteit merkt men soms pas bij de ontlading, als men bijvoorbeeld een ander de hand geeft en er een felle, pijnlijke vonk overspringt. Ook een auto kan vanwege de wrijving met de lucht een hoge spanning verkrijgen net als een elektriseermachine. Met een "aardende" geleidende strip die over de grond sleept kan men dit tegengaan. Het gaat bij deze aarding om kleine stromen en hoge spanningen. De aardingsdraad mag daarom dun en hoogohmig zijn. Bij meditatie spreekt men ook over aarding op grond van de ervaring dat hoge statische spanningen invloed (zouden) hebben op de psyche.

### Afvoeren van bliksem
Bliksemstromen kunnen naar de aarde worden afgeleid met een goed geaarde bliksemafleider.
Bij bliksem is er een grote en zeer snelle impulsvormige kortdurende stroom. Deze zeer hoge impulssnelheid kan men omrekenen via een fouriertransformatie in een bepaalde frequentie van de elektrische energie. De snelle impuls vertaalt zich dan als een zeer hoge frequentie. Vanwege de hoge frequentie (dus skineffect) en de hoge stroomsterkte moet de bliksemafleider een grote diameter hebben en een lage ohmse weerstand.
Er mogen in de aarddraad van een bliksemafleider geen scherpe bochten zijn: vanwege de hoge snelheid en hoge frequentie gaat de stroom toch rechtdoor. Bekend is het geval van een bocht van de bliksemgeleider om een uitstekend kozijn heen; de bliksem ging dwars door het kozijn heen en liet een gaatje achter. Theoretisch te verklaren: de (parasitaire) capaciteit van het kozijn en de (parasitaire) zelfinductie van de halve lus van de geleider bij zeer hoge frequentie van de bliksem ofwel, eenvoudig gezegd: de hoge snelheid van de bliksem.

### Geleidende behuizing
Om een chassis of behuizing van een elektrisch apparaat veilig te kunnen aanraken, moet dat chassis of die behuizing geaard zijn. Aanraakbare metalen delen van elektrische apparatuur mogen niet elektrisch in verbinding staan met het elektriciteitsnet. In dat geval kunnen ze veilig aangeraakt worden. De eventuele statische elektriciteit van zo'n apparaat is ongevaarlijk.
Door een defect kan echter een elektrische verbinding van het net met de metalen behuizing ontstaan. Om het gevaar bij aanraking in zo'n geval te voorkomen kan de behuizing geaard worden. De potentiaal van het apparaat blijft dan nul. Er is geen potentiaalverschil met de mens: beiden zijn nul volt en er loopt geen stroom. Het probleem is dan voor het elektriciteitsnet dat de stroom in plaats van door de nulleider (blauw) ten onrechte door de aardleider (geelgroen) stroomt. Slaat daardoor geen zekering door, dan heeft de aardstroom andere nadelige effecten. Er kunnen door de aarde allerlei ongedefinieerde zogenoemde zwerfstromen lopen, van een huis naar een transformatorhuisje of een verdeelstation of een centrale en onderling. Die stromen kunnen dan in de bodem metalen verbindingen en constructies elektrochemisch afbreken.
Daarom zijn aardlekschakelaars in gebruik genomen die de ongewenste aardstromen uitschakelen. In een later stadium zijn deze zo gevoelig gemaakt dat de stroom te gering is om fibrillatie van het hart te veroorzaken. De aardlekschakelaars hebben dus tegenwoordig twee doelen.

## Veiligheidsaarde
Een deugdelijke veiligheidsaarding bestaat uit een goed geleidende elektrische verbinding tussen aanraakbare metalen delen die bij een defect onder spanning kunnen komen te staan, en de aarde. Bij een isolatiedefect zal hierdoor een stroom door deze aardverbinding gaan lopen, en dat voorkomt dat de stroom door het lichaam van de gebruiker naar de aarde zou gaan vloeien. Bij een grote aardlekstroom zal een smeltveiligheid of installatieautomaat in werking treden en de spanning afschakelen, waarna er geen gevaar meer is te duchten. Als er sprake is van een kleine aardlekstroom, kleiner dan de nominale waarde van de smeltveiligheid of installatieautomaat, schakelt deze niet af, maar zal de aardlekschakelaar afschakelen, omdat er een verschil is in de grootte van de stroom tussen de fase- en nulleider. (Dit verschil wordt veroorzaakt door de lekstroom door de aardedraad.)

## Aardverbinding
De aardverbinding bestaat doorgaans uit een aarddraad, die parallel aan de stroomvoerende draden loopt. Als deze is voorzien van isolatie, dan is die in Europa volgens afspraak geel/groen van kleur. Deze aardverbinding maakt door middel van een aardelektrode contact met de (elektrische) aarde. Dit gebeurt ook in de elektrische centrale. Zo staan alle individuele installaties via de aarde met elkaar in contact, en dat voorkomt dat er gevaarlijke spanningen kunnen optreden tussen verschillende installaties onderling.
Vroeger deed hoofdzakelijk het ondergrondse waterleidingnet dienst als aardelektrode. Aarding via de waterleiding voldeed goed. Door de toepassing van steeds meer (niet-geleidende) kunststof waterleidingsbuizen is deze manier van aarding onbruikbaar geworden. Tegenwoordig gebruikt men doorgaans in de grond gedreven aardelektrodes van koper of zwaar verzinkt staal.

## Aarding in de praktijk in België en Nederland

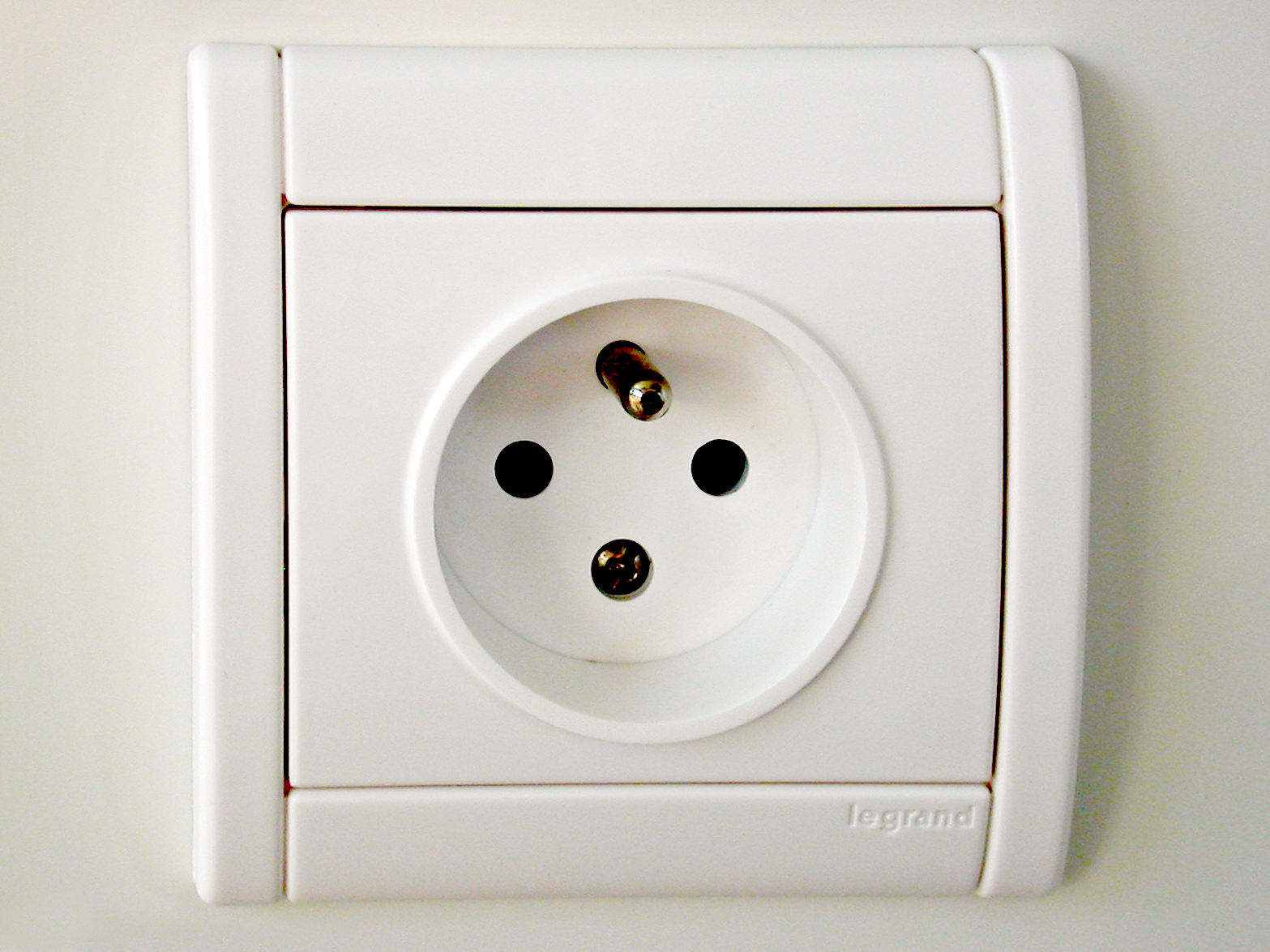
Geaarde wandcontactdoos, met pen-aarde, onder meer in België

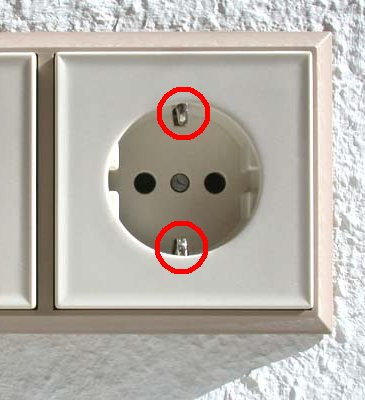
Geaarde wandcontactdoos, met randaarde (omcirkeld), onder meer in Nederland

In België zijn aardingen verplicht bij alle nieuw geïnstalleerde stopcontacten en lichtpunten, en dat minstens sinds 1981: het jaar waarin de eerste versie van het AREI (Algemeen Reglement Elektrische Installaties) verscheen. Al bestaande stopcontacten en lichtpunten zonder aarding mochten wel in dienst blijven. In Nederland werd tot juli 1997 in droge ruimten geen aarding toegepast. Sindsdien mogen (in Nederland) alleen maar wandcontactdozen worden geïnstalleerd die voorzien zijn van een aardcontact. Dit geldt voor nieuw aangelegde elektrische installaties, of bij een significante uitbreiding van een bestaande installatie. Bij deze laatste situatie betreft het doorgaans ingrijpende aanpassingen omdat combinaties van geaarde en ongeaarde wandcontactdozen in één ruimte niet zijn toegestaan volgens de NEN 1010. Dit betekent dat alle ongeaarde wandcontactdozen in de betreffende ruimte(s) vervangen dienen te worden door geaarde exemplaren, die aangesloten moeten zijn op de aardleiding.
Voor (tijdelijk) vochtige ruimtes zoals badkamers gelden bijkomende regels met betrekking tot aarding. Zo moet in de badkamer een aanvullende potentiaalvereffening zijn aangebracht. Hiermee wordt een spanning tussen twee gelijktijdig aanraakbare, geleidende delen tegengegaan. Metalen onderdelen, zoals een badkuip, douchebak, waterleidingen, radiatoren en afvoeren, dienen apart geaard te zijn met een ononderbroken, blank vertinde koperdraad. Deze draden worden verbonden in een speciale doos met aansluitklemmen; daarvandaan loopt een draad naar de aardrail in de groepenkast.
Hoewel met veiligheidsaarding een goede beveiliging wordt bereikt tegen indirecte aanraking, dat wil zeggen tegen aanraking van een spanningvoerend deel dat normaal geen spanning voert, biedt het geen beveiliging tegen directe aanraking, dat wil zeggen aanraking van een deel dat normaal wel spanning voert. Bovendien is slechts in geringe mate sprake van beveiliging tegen brandgevaar. De sinds 1975 toegepaste aardlekschakelaar verbetert de bescherming tegen elektrische schokken, omdat al bij een lagere foutstroom wordt afgeschakeld. Dit levert ook enige bescherming tegen brandgevaar door grotere foutstromen. Alleen aardlekschakelaars met hoge of zeer hoge gevoeligheid (vb. 10mA) leveren wat bijkomende bescherming bij directe aanraking, maar voldoen niet als enige maatregel tegen dit risico: de belangrijkste maatregel hiertegen is isolatie, of op andere manieren (vb. verwijdering) verhinderen van de directe aanraking.

### Aardingssystemen (België/Nederland)
Gebouwen kunnen op drie verschillende manieren geaard worden:
- TT-aardingssysteem
- TN-aardingssysteem (met als varianten: TN-C; TN-S en TN-C-S)
- IT-aardingssysteem

De eerste letter geeft de relatie tussen het verdeelnet (bron) en de aarde; ofwel de wijze van aarding van de voedingsbron:
- T: rechtstreekse verbinding van een punt (sterpunt) met de aarde (T = terre).
- I: isolatie van alle actieve delen ten opzichte van de aarde (I = isoler).

De tweede letter geeft de relatie tussen de elektrische installatie en de aarde; ofwel wijze van aarding van de metalen omhulsels van de apparatuur:
- T: rechtstreeks geaard door middel van aardelektrode (T = terre).
- N: verbonden met de geaarde beschermingsgeleider van het verdeelnet (N = neutre).
- U: metalen omhulsel van de apparatuur zijn onderling met elkaar verbonden, maar niet opzettelijk geaard (U = unearthed).
- M: metalen omhulsel van de apparatuur zijn onderling met elkaar verbonden en verbonden met het sterpunt van de voedingsbron, maar niet opzettelijk geaard (M = métallique).

De eventuele derde of vierde letter bepalen de uitvoering van de nulleider en van de beschermingsgeleider (aarddraad).
- S: de nulleider en aardgeleider worden uitgevoerd als afzonderlijke geleiders (S = separation).
- C: één geleider vervult de functie van aardgeleider en nulleider (C = combined).

## Aardingsmethoden

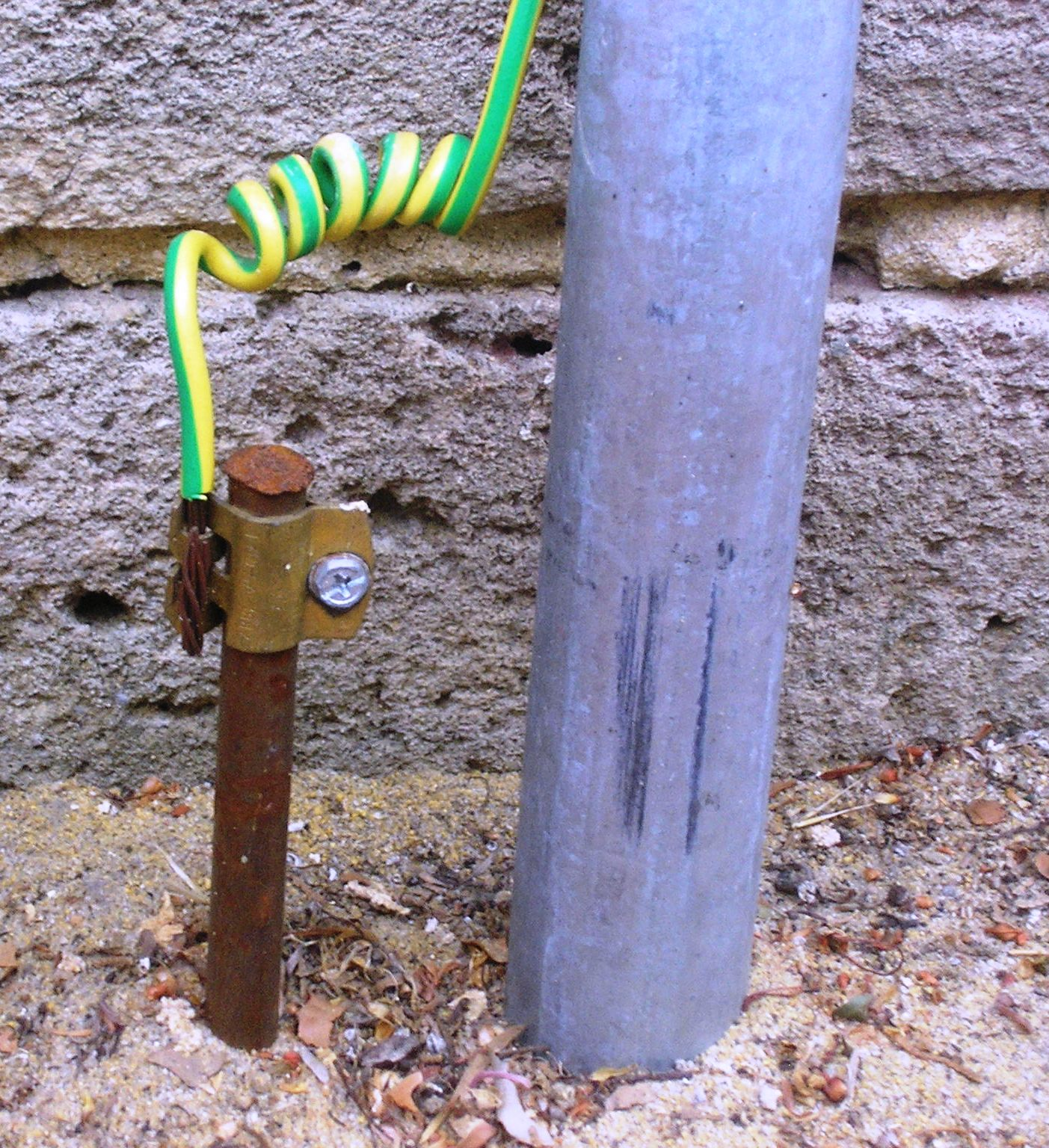
Foutieve aarding. Lussen werken stroomafvoer tegen. (Inductie)

Het principe van aarding is eenvoudig: door een geleider te verbinden met een referentiepunt, heeft die geleider automatisch vrijwel dezelfde spanning als de referentie (de weerstand in de geleider kan meestal verwaarloosd worden, maar kan bij grote foutstromen wel een rol beginnen spelen). Dit referentiepunt is vaak het grondwater, of een ander voorwerp dat elektrisch gezien voor mensen als "veilig voor aanraking" wordt beschouwd. Vanwege deze referentie wordt voorkomen dat iemand die de geleider aanraakt, ten gevolge van verschillen in spanning tussen het apparaat en de grond waarop hij staat, een elektrische schok ondervindt. Door de aardverbinding heeft de geleider namelijk dezelfde spanning als de referentie gekregen en kan tussen die twee punten dus geen grote spanning staan. Een op de geleider aanwezige spanning zou immers door de goed geleidende aardverbinding "weglekken", en kan daardoor voor een mens geen gevaar meer vormen.
Door het geleidend verbinden van verschillende apparaten en verschillende inwendige delen van een apparaat ontstaan ook andere effecten die soms gunstig en soms ongunstig zijn. Er zijn in de loop der jaren verschillende methoden van aarding bedacht die in specifieke gevallen de beste oplossing bieden. Tussen de verschillende methoden onderling bestaan echter tegenstrijdigheden.

### Eenpuntsaarding
Een hinderlijk probleem bij installaties voor geluidversterking is het ontstaan van elektrisch geleidende lussen, de zogenoemde aardlussen in het versterkercircuit.
Wanneer geleiders op meerdere punten elektrisch met elkaar zijn verbonden, ontstaan gesloten kringen, die een extern magnetisch veld van bijvoorbeeld een transformator kunnen omvatten. Hierdoor worden in de geleiders stromen geïnduceerd, die door de versterker worden versterkt. Dit leidt tot een sterk 50Hz-signaal (in de audiowereld met brom aangeduid) in het audiosignaal. In de audiowereld wordt om deze reden vaak eenpuntsaarding toegepast.

### Meerpuntsaarding
Door een chassis op meerdere plaatsen te aarden wordt de elektrische weerstand tussen het chassis en de referentie lager, waardoor de aarding effectiever wordt. Een meerpuntsaarding heeft voordelen, vooral bij hoge frequenties waarbij door staande golven een eenpuntsaarding absoluut onmogelijk is. Men moet bij meerpuntsaarding zien te voorkomen dat ongewenste magnetische en elektromagnetische velden stromen induceren in lussen die door het op meerdere punten aarden zijn ontstaan. Een manier om dit te bereiken is het toepassen van elektrische en magnetische afscherming. Ook moet bij hoogfrequentsystemen de afstand tussen de verschillende aardpunten overal kleiner zijn dan een tiende deel van de golflengte.

### Gescheiden aardes
In apparatuur waarbij zich zowel analoge als digitale elektronica bevindt kunnen de analoge circuits worden gestoord door het schakelen van digitale signalen. De oorzaak hiervan ligt vaak in zogenaamde gemeenschappelijke impedanties. Om dit effect zo veel mogelijk te beperken, worden de analoge en digitale aardes van elkaar gescheiden (meestal worden deze op één punt met elkaar verbonden). Vervolgens worden de analoge circuits en digitale circuits intern verbonden, soms volgens verschillende aardingstechnieken. Vaak worden de analoge circuits verder als eenpuntsaarding uitgevoerd en de digitale circuits als meerpuntsaarding.

### Hoogfrequent aarde
Bij hoge frequenties gedragen geleiders zich vaak als spoelen en gedragen onderbrekingen zich als condensatoren, waardoor bij hoge frequenties er meer elektrische stroom kan lopen tussen twee geleidende vlakken die zich vlak bij elkaar bevinden dan door een lange elektrische verbinding met een lage weerstand. Dit gedrag druist in tegen de gangbare opvattingen, maar is heel verklaarbaar. Door resonanties worden kortsluitingen bij bepaalde frequenties perfecte onderbrekingen en omgekeerd. Het skineffect speelt ook een belangrijke rol. Gevlochten geleiders werken daardoor bij hoge frequenties vaak beter dan dikke massieve geleiders.
Het aarden van apparatuur die met hoge frequenties werkt is specialistisch werk.

### Signaalaarde
Ten gevolge van de Wet van Lenz zullen retourstromen een pad kiezen dat zo gunstig mogelijk ligt ten opzichte van de heengaande stroom. Door signaalaansluitingen van, naar en tussen apparaten en modules hun eigen retourleiding te geven, zo dicht bij de signaallijn als praktisch mogelijk, worden ongewenste invloeden van buitenaf en naar buiten toe beperkt.

## Kleurgebruik
| fasedraad | L         | bruin                     | groen                 |
| fasedraden drie fasen | L1 L2 L3  | bruin, zwart en grijs     | groen, zwart en blauw |
| schakeldraad | T         | zwart of grijs **         | zwart                 |
| nuldraad | N         | lichtblauw                | rood                  |
| aarddraad | Aarddraad | tweekleurig groen en geel | grijs of wit          |
| koppeldraad voor rookmelders |           | oranje                    |                       |
| * Sinds 2001 hanteert de Europese Unie het harmonisatiedocument HD 308 S2:2001. ** De kleur bruin mag alleen in kabels als schakeldraad worden gebruikt; niet in los getrokken draad. *** De oude kleuren worden niet meer toegepast, maar zijn soms nog wel in (woning)installaties van voor 1970 aanwezig. |           |                           |                       |